# Tenis na wózkach na Letnich Igrzyskach Paraolimpijskich 2004
Tenis na wózkach na Letnich Igrzyskach Paraolimpijskich 2004 – turniej tenisa ziemnego na wózkach, który rozgrywany był w dniach 19–26 września 2004 roku podczas igrzysk paraolimpijskich w Atenach. Zawodnicy zmagali się na obiektach Olympic Tennis Center. Tenisiści rywalizowało w sześciu konkurencjach: singlu i deblu mężczyzn oraz kobiet, a także zawodach mikstowych (na quadach).

## Medaliści
| Konkurencja                | Złoty medal                  | Srebrny medal                           | Brązowy medal                 |
| singel kobiet na wózkach   | Esther Vergeer               | Sonja Peters                            | Daniela Di Toro               |
| singel mężczyzn na wózkach | Robin Ammerlaan              | David Hall                              | Michaël Jeremiasz             |
| debel kobiet na wózkach    | Maaike Smit Esther Vergeer   | Sakhorn Khanthasit Ratana Techamaneewat | Sandra Kalt Karin Suter Erath |
| debel mężczyzn na wózkach  | Shingo Kunieda Satoshi Saida | Michaël Jeremiasz Lahcen Majdi          | Anthony Bonaccurso David Hall |
| gra pojedyncza na quadach  | Peter Norfolk                | David Wagner                            | Bas Van Erp                   |
| gra podwójna na quadach    | Nicholas Taylor David Wagner | Mark Eccleston Peter Norfolk            | Monique De Beer Bas Van Erp   |

### Tabela medalowa
| Miejsce | Państwo           | Złoto | Srebro | Brąz | Razem |
| ------- | ----------------- | ----- | ------ | ---- | ----- |
| 1       | Holandia          | 3     | 1      | 2    | 6     |
| 2       | Stany Zjednoczone | 1     | 1      | 0    | 2     |
| 2       | Wielka Brytania   | 1     | 1      | 0    | 2     |
| 4       | Japonia           | 1     | 0      | 0    | 1     |
| 5       | Australia         | 0     | 1      | 2    | 3     |
| 6       | Francja           | 0     | 1      | 1    | 2     |
| 7       | Tajlandia         | 0     | 1      | 0    | 1     |
| 8       | Szwajcaria        | 0     | 0      | 1    | 1     |
|         | Razem             | 6     | 6      | 6    | 18    |